# Boiterie (cheval)
Pour les articles homonymes, voir boiterie.
Une boiterie est une irrégularité dans les allures du cheval, symptôme d'une blessure qui peut avoir des causes multiples : raccourcissement d'un membre inférieur, ankylose, paralysie totale ou partielle d'un membre...
Dans le cadre de la santé du cheval, une boiterie est un motif de disqualification dans les compétitions équestres et d'annulation d'une vente si ce symptôme a été caché.